# Setanta albitarsis
Setanta albitarsis är en stekelart som beskrevs av Heinrich 1974. Setanta albitarsis ingår i släktet Setanta, och familjen brokparasitsteklar. Inga underarter finns listade.